# محمد خليل الخطيب
الإمام الشيخ محمد خليل الخطيب النيدي شاعر النبي 9 مارس 1909 - 21 فبراير 1986، وُلِدَ في نيدة إحدى قرى محافظة سوهاج هو أحد الشيوخ والعلماء الذين تخرجوا من الأزهر الشريف، وقد حفظ القرآن الكريم في طفولته، وهو في السابعة من عمره، وقد حصل على الشهادة الابتدائية عام 1924، وحصل على الشهادة الثانوية الأزهرية عام 1928، وحصل على شهادة العالمية عام 1933، وحصل على شهادة التخصص (الدكتوراه) في اللغة العربية عام 1936، وكان له موهبة شعرية كبيرة، فقد بدأ في تنظيم الشعر في سن مُبكرة جدًا، وكذلك له مؤلفات شعرية عديدة من أهمها قصيدة (بشرى العاشقين ببلوغ سيد المُرسلين)، وهي إحدى المُعارضات لقصيدة البردة للبوصيري، وأيضًا له (ألفية الخطيب في فن الصرف)، وهي تشمل قواعد الصرف بأكملها في أبيات شعرية، وقد لُقّبَ الخطيب بشاعر النبي، وكان يذكر هذا اللقب عند كتابة مؤلفاته، وأشعاره.
كان للشيخ الخطيب بعض الكرامات التي تفرد بها، فقد كان ماهرا في معرفة الأنساب حتى أنه كان إذا ذُكِرَ أمامه اسم شخص يعرف أهو مُنسَّب للنبي محمد بن عبد الله أم لا، وكذلك فقد تنبأ لمحمد أنور السادات بانتصاره على الإسرائيليين، وأيضًا تنبأ بقضائه على مراكز القوى، وقد كان بين الشيخ الخطيب والرئيس محمد أنور السادات علاقة صداقة، فكان السادات يزوره في منزله، ويقابله أيضًا في مسجد السيد البدوي، وكذلك أيضًا فقد كان الشيخ الخطيب علاقة صداقة مع إمام الدعاة محمد متولي الشعراوي، وقد تعرفوا على بعضهم عندما كان الشعراوي ذهب إلى التدريس في المعهد الأحمدي بطنطا، وقد كان الخطيب مُدرسًا هو الآخر هُناك، ويوجد للخطيب العديد من المؤلفات الدينية واللغوية والشعرية، وقد توفى في يوم الجمعة المُوافق 21 فبراير 1986 عن عمر يناهر سبعة وسبعين عامًا.

## نسبه
نسبه: هو: محمد بن خليل بن محمد بن السيد بن إسماعيل بن أحمد الخطيب بن التنجي بن سالم بن سلام بن سلام بن سعد الله بن أفندي محمد بن عليو بن البكري بن إسماعيل بن محمد بن إسماعيل بن القاسم الرسي بن إبراهيم طباطب بن إبراهيم الفخر بن الحسن المثنى بن الحسن بن علي بن أبي طالب

## حياته المُبكرة
وُلد الشيخ مُحمد الخطيب في قرية نيدة إحدى قُرى مركز أخميم الواقعة في محافظة سوهاج، وذلك يوم الثلاثاء الموافق 9 مارس 1909، وكان والده الشيخ خليل مُتفقهًا في أمور الدين، وقد قال عنه ابنه الشيخ مُحمد: «أبي.. هو العالم الفاضل الحافظ ما يحتاج إليه العامة من فقه وتوحيد وتاريخ وسيرة، وكان يدرس ويعظ حيث وُجد، ويؤم الناسَ مُحتسبًا في المسجد الجامع بنيدة»، وقد ألحق الشيخ خلي ابنه مُحمد بكتاب الشيخ أبي العلا المُرشدي، وهو في الرابعة من عمره، فاستطاع الخطيب حفظ القرآن الكريم كاملًا، وهو في السابعة من عمره، وعندما بلغ العاشرة من عمره التحق بمعهد أسيوط الأزهري، وكان الشيخ أحمد حسن الباقوري -الذي تولى وزارة الأوقاف بعد ذلك- زميلًا له في الدراسة، وعندما بلغ الثالثة عشر من عمره بدأ الشيخ مُحمد الخطيب في كتابة الشعر، فكتب أول قصيدة له سماها دمعة على الإسلام، والتي كان مطلعها:

## حياته العلمية
حصل الخطيب على الشهادة الابتدائية الأزهرية عام 1924 من معهد أسيوط الديني، وحصل على الشهادة الثانوية عام 1928، وبعد ذلك التحق الخطيب بكلية اللغة العربية، وحصل على الشهادة العالية عام 1933، وحصل على شهادة التخصص، والتي تكافئ الدكتوراه حاليًا عام 1936.
انتقل الشيخ محمد الخطيب إلى مدينة طنطا بغرض الإقامة والاستقرار بها، ولتكون مقرًا للدعوة إلى الله، وقد كان انتقال الشيخ محمد الخطيب إلى طنطا يمثل نقلة كبيرة جدًا في حياته، فمن خلال هذا المكان بدأ فقي دعوة الناس إلى الله وأقام مجالس للذكر وإلقاء دروس العلم، وقد كان الخطيب مُتمكنًا من قواعدِ اللغة العربية حيث تعمق في اللغة العربية وعلومها من نحو وصرف وبلاغة كما أنه اطلع الثقافة الأجنبية وعلى أفكار الفلاسفة المسلمين